# 母乳 (アルバム)
『母乳 - Mother's Milk』は、レッド・ホット・チリ・ペッパーズの4枚目のスタジオ・アルバム。

## 概要
オーディションの結果、ジョン・フルシアンテとチャド・スミスが加入。スティーヴィー・ワンダーの「ハイヤー・グラウンド」やザ・ジミ・ヘンドリックス・リエエクスペンスの「ファイア」などをカバーしているが、ドラッグ中毒で死亡したヒレル・スロヴァクに贈られた「ノック・ミー・ダウン」などの楽曲が揃う作品となった。
レコーディング中、マスタリングや楽曲の作風やアレンジなどをめぐって、しばしばバインホーンと意見の食い違いが生じ、バンドのメンバーたちは何度も激しく言い争っていた。特にレコーディングの経験のないジョンとは、事ある毎に衝突を繰り返していた。アンソニーは自伝『スカ―・ティッシュ』の中で次のように証言している。
最終的には「ハイヤー・グラウンド」のレコーディングの最中でアンソニーとバインホーンとの間で激しい口論が起こったことがきっかけとなって、両者の仲が一気に冷え切り、絶交するに至った。アンソニーはバインホーンと絶交したときの状況を次のように振り返っている。
両者がレコーディングで決裂した結果、完成できた新規の楽曲は、わずか11曲だったという。また、バインホーンとの決裂により、キャピトル・レコードのプロモーション戦略に対する不満が爆発することになった。

## 収録曲

### オリジナル盤
1. グッド・タイム・ボーイズ - "Good Time Boys" (Flea/Frusciante/Kiedis/Smith) - 5:02
2. ハイヤー・グラウンド - "Higher Ground" (Wonder) - 3:23
シングルカット。スティーヴィー・ワンダーのカバーであり、大胆にもスラップを骨組みにした曲調はスティービー本人にも大ウケだったらしい。「ノック・ミー・ダウン」に続き、バンド初のスマッシュヒット曲となった。
2012年にロックの殿堂入りを果たし、4月14日の授賞式でレッチリは、スモール・フェイセズ/フェイセズのロン・ウッドとケニー・ジョーンズ、ジョージ・クリントン、ガンズ・アンド・ローゼズのスラッシュ、グリーン・デイのビリー・ジョー・アームストロングによるオールスター・フィナーレでこの曲を披露した。
しかし、アンソニーによると、自分の得意分野ではなく、プロデューサーのバインホーンに勧められてカバーすることになったと発言しており、同曲のレコーディングが上手く行くまでには大分時間がかかったと回想している[4]。
3. サブウェイ・トゥ・ヴィーナス - "Subway to Venus" (Flea/Frusciante/Kiedis/Smith) - 4:25
4. マジック・ジョンソン - "Magic Johnson" (Flea/Frusciante/Kiedis/Smith) - 2:57
歌詞で歌われているのは、アンソニーとフリーが大ファンのレイカーズについて。
5. ノーバディ・ウィアード・ライク・ミー - "Nobody Weird Like Me" (Flea/Frusciante/Kiedis/Smith) - 3:50
6. ノック・ミー・ダウン - "Knock Me Down" (Flea/Frusciante/Kiedis/Smith) - 3:45
先行シングルカット。アンソニーの自伝曰く「初めてコンスタントにラジオで流れた俺たちの曲」。
7. テイスト・ザ・ペイン - "Taste the Pain" (Flea/Frusciante/Kiedis/Smith) - 4:32
シングルカット。曲中でトランペットを吹いているのはフリー。
8. ストーン・コールド・ブッシュ - "Stone Cold Bush" (Flea/Frusciante/Kiedis/Smith) - 3:06
テクニカルなフリーのベースソロとタッピングを使ったジョンのギターソロが大きな特徴。
9. ファイア - "Fire" (Hendrix) - 2:03
ジミ・ヘンドリックスのカバー。ギターは生前のヒレルによるもの。後にフルシアンテ復帰後、ウッドストック 1999で演奏した際に盛り上がった観客による火災事件が起きた。アンソニーは自伝で「ライブを見てもいない全く関係のない人間が起こした小火」と語っているが、当時の地元メディアには彼らのせいだと報道された。しかし、そもそもメンバーはこの曲を演奏する気は無く、ライブ直前にジミ・ヘンドリックスの妹に頼まれた為に演奏していた。
10. プリティ・リトル・ディッティ - "Pretty Little Ditty" (Flea/Frusciante/Kiedis/Smith) - 3:07
11. パンク・ロック・クラシック - "Punk Rock Classic" (Flea/Frusciante/Kiedis/Smith) - 1:47
曲のラストでガンズ・アンド・ローゼズの「スウィート・チャイルド・オブ・マイン」のイントロのリフが使われている。
12. セクシー・メキシカン・メイド - "Sexy Mexican Maid" (Peligro/Flea/Frusciante/Kiedis/Smith) - 3:23
13. ジョニー・キック・ア・ホール・イン・ザ・スカイ - "Johnny, Kick a Hole in the Sky" (Flea/Frusciante/Kiedis/Smith) - 5:12

### リマスター再発売盤ボーナス・トラック
1. ソング・ザット・メイド・アス・ホワット・ウイ・アー・トゥデイ (デモ) - "Song That Made Us What We Are Today (demo)" (Flea/Frusciante/Kiedis/Smith) - 12:56
2. ノック・ミー・ダウン (オリジナル・ロング・ヴァージョン) - "Knock Me Down" (original long version) (Flea/Frusciante/Kiedis/Smith) - 4:44
3. セクシー・メキシカン・メイド (オリジナル・ロング・ヴァージョン) - "Sexy Mexican Maid" (original long version) (Flea/Frusciante/Kiedis/Smith) - 3:59
4. サルート・トゥ・カリーム (デモ) - "Salute to Kareem" (demo) (Flea/Frusciante/Kiedis/Smith) - 3:24
5. 砂のお城 (ライヴ) - "Castles Made of Sand" (live) (Hendrix) - 3:19
6. クロスタウン・トラフィック (ライヴ) - "Crosstown Traffic" (live) (Hendrix) - 2:53

## 参照